# Храми Калуша
Хра́ми Ка́луша — культові споруди міста, християнські святині, що відносяться до різних єпархій, та розташовані в різних частинах міста. Називаються вони по-різному: церкви, костели, синагоги, доми молитви.

## Перелік діючих міських храмів
| Назва | Тип         | Рік заснування             | Розташування                         | Світлина                  |
| УГКЦ |             |                            |                                      |                           |
| Різдва Пресвятої Богородиці (УГКЦ) (Церква Святого Андрія) https://franik-new-look.livejournal.com/7946.html | церква      | 1792                       | вул. Церковна 14                     |                           |
| Святого Миколи УГКЦ                                                                                          | церква      | 1888                       | вул. Й. Сліпого                      |                           |
| Стрітення Господнього УГКЦ                                                                                   | церква      | 15.02.1898                 | вул. А. Могильницького               |                           |
| Святого Архистратига Михаїла УГКЦ                                                                            | церква      | 1913, Пам'ятка архітектури | м-н. А. Шептицького 9                |                           |
| Святого Духа УГКЦ                                                                                            | церква      |                            | вул. Височанка                       |                           |
| Св. Володимира і Ольги УГКЦ                                                                                  | церква      |                            | пр. Л. Українки 10                   |                           |
| Церква Святих Кирила і Методія УГКЦ                                                                          | храм        |                            | вул. Б. Хмельницького 52А            |                           |
| Успіння Пресвятої Богородиці і Храм Божого Милосердя УГКЦ                                                    | церква      | 2000                       | вул. О. Тихого                       |                           |
| Релігійна Громада Святого Андрія Первозванного УГКЦ                                                          |             |                            | вул. Долинська, 37А                  |                           |
| РКП |             |                            |                                      |                           |
| Святого Валентина РКП, Парафіяльний костел Святого Валентина (Калуш)                                         | костел      | 1845, Пам'ятка архітектури | вул. Шевченка 10                     |                           |
| ПЦУ (Івано-Франківсько-Галицька єпархія)                                                                     |             |                            |                                      |                           |
| Всіх святих землі української ПЦУ                                                                            | собор       | 1998                       | пр. Л. Українки 21                   |                           |
| Різдва Пресвятої Богородиці ПЦУ                                                                              | церква      | 2001                       | вул. Б. Хмельницького 64             |                           |
| Св. Григорія Богослова ПЦУ                                                                                   | церква      |                            | вул. Романенка 3                     |                           |
| первомученика архідиякона Стефана ПЦУ                                                                        | церква      |                            | вул. Каракая                         | Файл:Церква ПЦУ.jpg       |
| УПЦ МП |             |                            |                                      |                           |
| Миколи Чудотворця УПЦ МП                                                                                     | церква      | 20.12.2013                 | вул. Грушевського 90                 |                           |
| Стара церква УПЦ МП                                                                                          | церква      |                            | вул. Грушевського, 119               |                           |
| Інші громади і церкви                                                                                        |             |                            |                                      |                           |
| Громада свідків Єгови                                                                                        | зал царства |                            | вул. Долинська 51                    | Зал Царства свідків Єгови |
| Церква адвентистів сьомого дня                                                                               | дім молитви |                            | вул. Грушевського 61                 |                           |
| Церква євангельських християн баптистів " Преображення"                                                      | дім молитви |                            | вул. Руська 2                        |                           |
| Євангельська церква " Благодать"                                                                             | дім молитви |                            | вул. Грушевського 25                 |                           |
| Громада євангельських християн баптистів РЦЄХБ                                                               | дім молитви |                            | Грушевського, 115                    |                           |
| Українська церква християн віри євангельської п'ятидесятників " Надія"                                       | дім молитви |                            | вул. Козоріса, 20 (біля автовокзалу) |                           |

## Каплиця богоматері на вул. Пушкіна

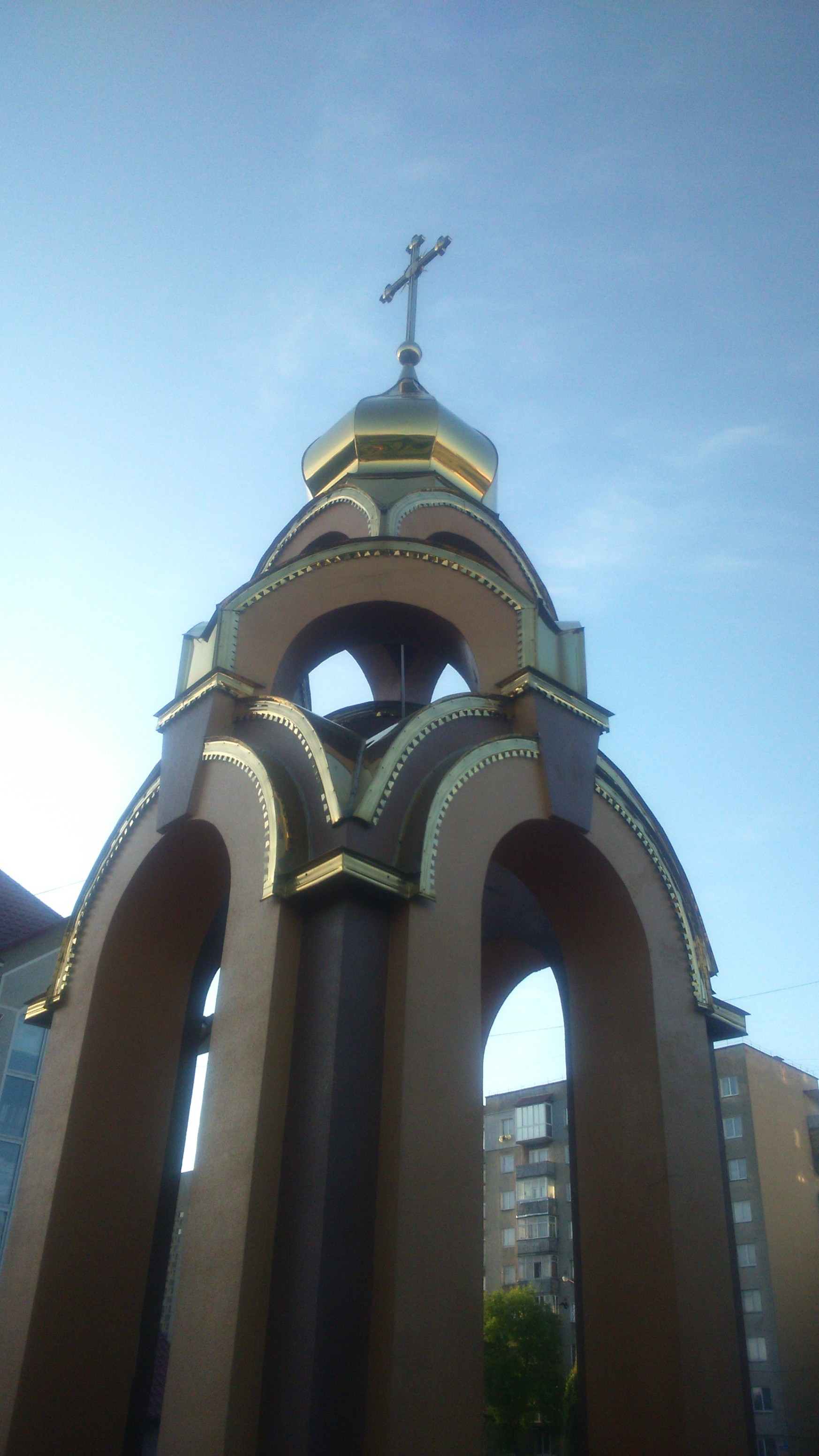
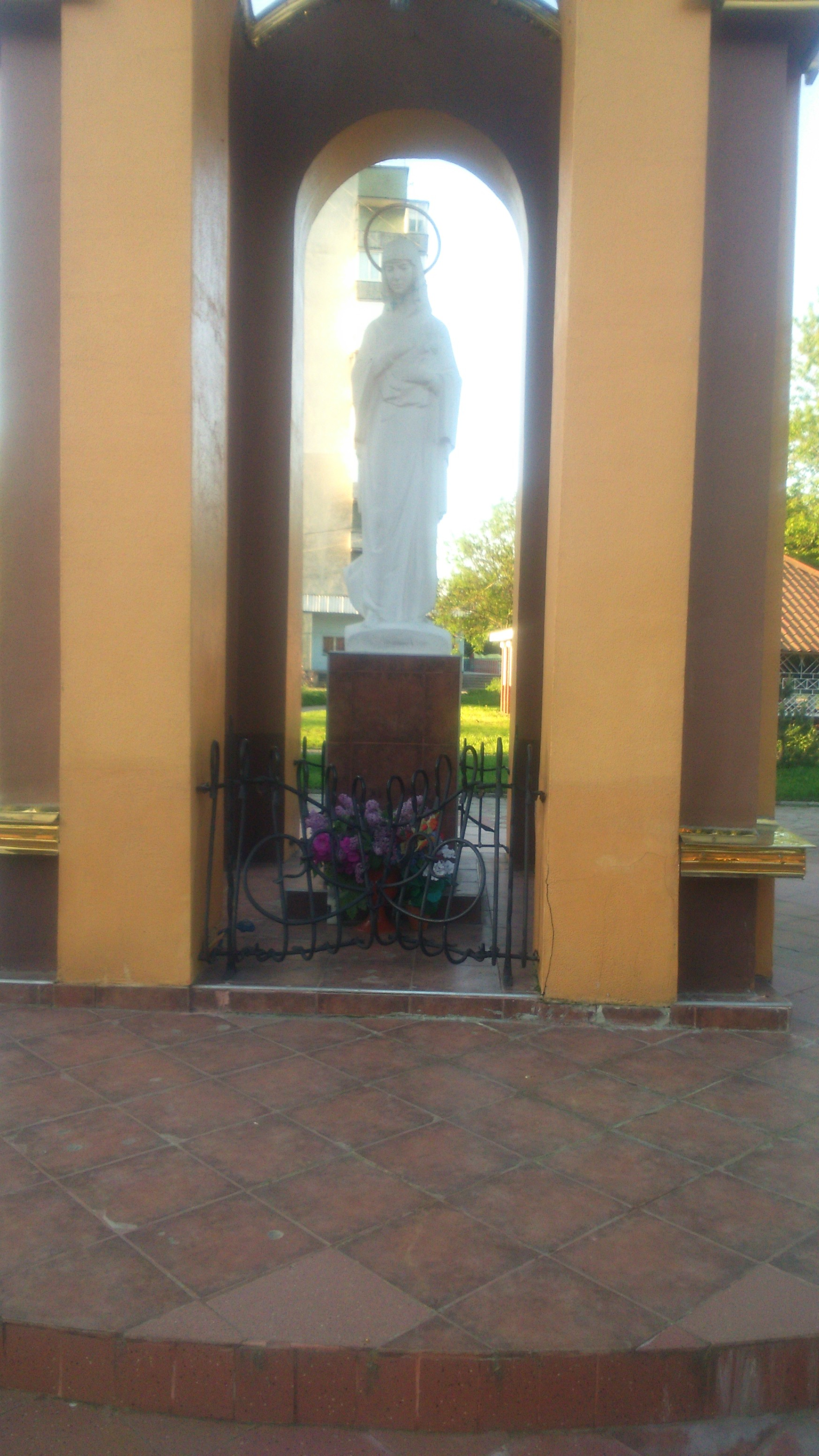
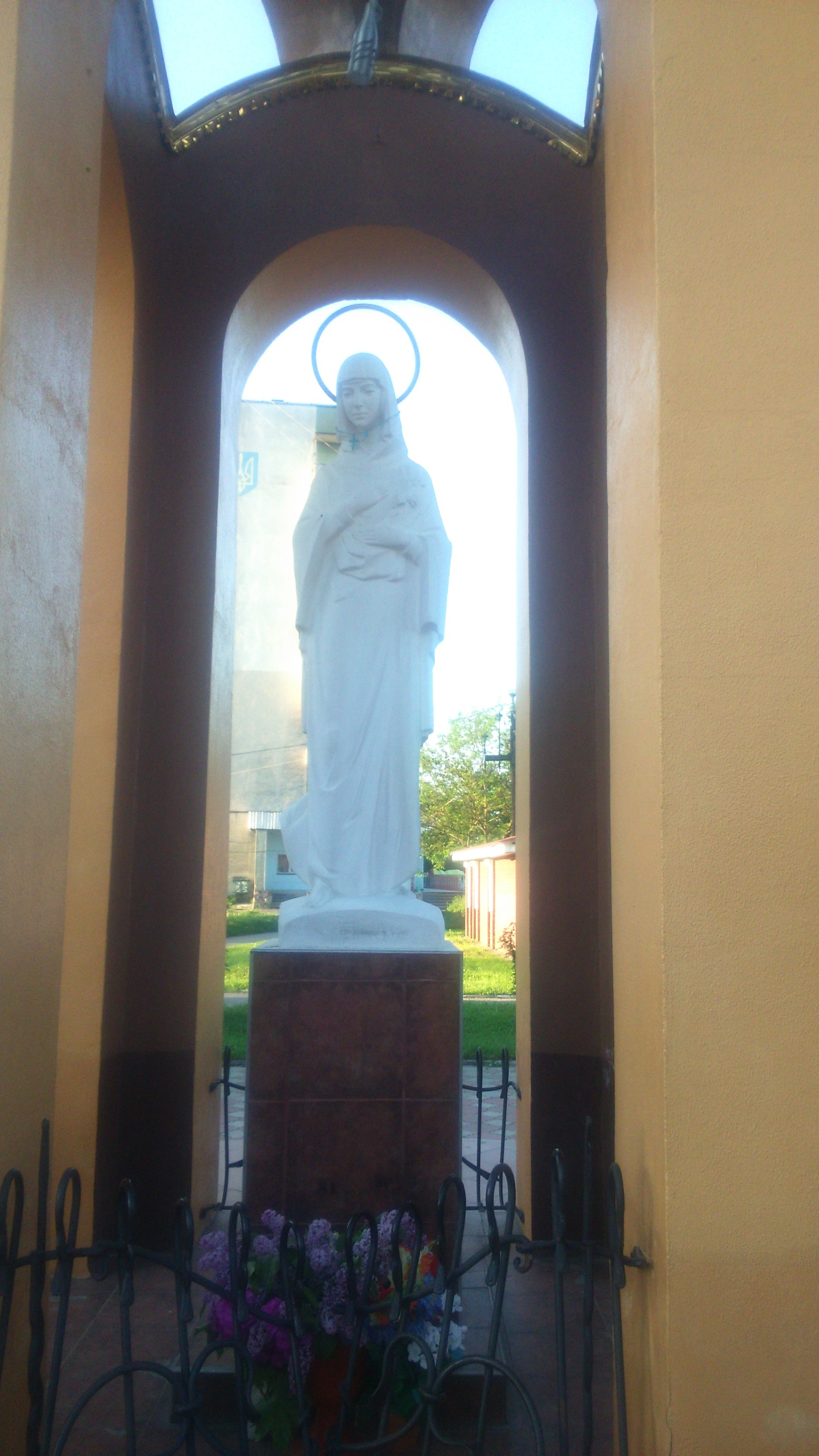

## Перелік міських каплиць
| Назва                                         | Рік заснування | Розташування        | Світлина |
| Каплиця Святої Анни                           | 1996           | пр. Л. Українки     |          |
| Богоматір                                     | 2000-2005      | вул. Героїв України |          |
| Каплиця Св. Тадея                             | 2014           | вул. Вітовського    |          |
| Каплиця Св. Андрія Первозваного               | 1998           | вул. Долинська      |          |
| Каплиця Івана Хрестителя (кол. — Св. Варвари) | XIX ст.        | вул. Чорновола      |          |